# 李灏 (1926年)
李灏（1926年12月—），男，汉族，广东电白人，中华人民共和国政治人物。曾任广东省人民政府副省长、中共深圳市委书记、深圳市人民政府市长。

## 生平

### 民国时期
李灏是广东电白坡心镇高圳车村人。在中学读书期间，接受抗日救国民主进步思想熏陶，李灏与中共地下党开始有接触。1941年秋，李家成为茂电信地下党的重要活动据点。1943年高中毕业后，从事教育工作，先后在当地乡村小学任校长，利用自己特殊的身份，掩护中共电白县委负责人严子刚等人。1946年考入中山大学读书；1947年，参加地下学联；1949年2月，加入中国共产党。不久身份暴露，奉命撤回粤桂边区；期间成功策动广东保三师少将副师长兼保九团团长陈赓桃率部起义，任粤桂边纵暂二团一营教导员。

### 共和国初期
中华人民共和国成立后，1950年初，因建政和支前工作需要，调回地方工作；先后任中共电白县人民政府党组成员，秘书兼民政科长，二区，五区土改工作队队长、五区代理区委书记。1953年，根据国家技术干部归队的命令，调中央国家机关工作。他分配至中华人民共和国国家计划委员会工作，参加中国第一个五年计划的农业部分的调研与起草工作。1956年国家计委职能调整，他分配到中华人民共和国国家经济贸易委员会工作，任经委农业局综合组组长。两年后，调整到工业交通上。1965年3月，调到中华人民共和国国家基本建设委员会工作。文化大革命期间受到冲击，1969年恢复工作，参与中国第四个五年计划第一稿起草；后回到国家建委工作。

### 改革开放时期
1978年，中国派出国务院副总理谷牧率领的中国政府高级代表团，考察法国、丹麦、西德、瑞士、比利时五国，李灏参加了此次访问。回国后谷牧制定王全国、王维澄、李灏三人整理《西欧考察报告》，是当时国务院务虚会议主要文件之一。1979年，他参加由谷牧主持的广东、福建两省会议，并参与文件起草。不久，中央批准两省报告，即中央（79）50号文件，落实中央对广东、福建两省对外活动中实行特殊政策与灵活措施，包括首次提出试办“出口特区”。同年8月，中国成立进出口管理委员会和外国投资管理委员会，他担任两委的副秘书长，专职对外经济工作。1980年，两省会议在广州召开制定出台中央（80）41号文件，由时任国家进出口委副主任江泽民主持，李灏负责起草工作。会议成果，将出口特区改为经济特区，增加特区功能与任务。1981年，两省会议与经济特区工作会议在北京召开，周建南、江泽民协助谷牧主持，制定中央（81）27号文件，全面规划经济特区，他亦参与到会议起草。1982年，调整任新组建的国家经委委员、秘书长。1983年春季，他陪同时任总书记的胡耀邦调查广东、海南、湖南、湖北等地，并陪同胡耀邦视察深圳特区。同年5月，他从国家经委秘书长，调任国务院副秘书长、机关党委副书记，分管协调经济方面工作。此外，代表国务院办公厅，列席中央书记处会议。1984年，他参加国务院与中央书记处联合召开的部分沿海城市座谈会，会议确定沿海地区开放政策，并决定开放天津、大连、青岛、上海、宁波、福州、广州、湛江、北海等十四个沿海城市。

### 主政深圳
1985年8月，返回广东，担任广东省副省长、深圳市市长，主政深圳特区。他上任后，深圳建设仍然兴旺，但基建规模过大、投资结构不合理，导致银行贷款压力巨大，深圳市政府的贷款已经相当于一年半的财政收支。这些问题招致以陈文鸿为首的香港媒体攻击，《信报》更发布十二评，全盘否定深圳建设。他上任后，首先调查处理深圳外汇黑市问题；并去蛇口访问袁庚，加强深圳与蛇口的沟通合作；之后还去广州拜访任仲夷、刘田夫，北上北京，寻求中央内地的支持，并重启停顿两年的内联工作，并在国务院特区办支持下，转移十四家机械制造工业。1986年5月，升任中共深圳市委书记、深圳市人民政府市长，全权负责深圳建设。1986年，深圳再次率先于全国推行《国营企业股份化试点暂行规定》，首次提出国企股份制改革，并成功改制深圳发展银行。1987年，深圳出台《关于鼓励科技人员兴办民间科技企业的暂行规定》，指出除资金外，商标、专利、技术等无形资产均可入股办企业；此法案激发了深圳的民营企业创业发展，其中包括华为等企业纷纷在深圳扎根。1987年12月，他在李铁映、周建南、刘鸿儒的支持下，深圳会堂上进行中华人民共和国的首次土地拍卖，使得改革进入禁区，改变之前僵固的土地使用制度。1988年，深圳率先进行住房制度改革方案，即双规三模式，由政府提供福利房、由市场提供商品房、由国企提供微利房。1988年，在国企股份制改革后，深圳成立资本市场（后改证券市场）领导小组，聘请香港新鸿基证券公司为顾问，筹建证券交易所。1990年12月1日，深交所开始试营业，1991年7月，补办开业仪式，由李灏主持发言。李灏任内最费时改革是推行社会保障制度，从1987年酝酿，直至1992年出台方案，此事改变了此前中国长期的单位承担社保供给的体制，而由政府负责。同年邓小平南巡亦帮助深圳解除了被指责“姓社还是姓资”的责难；同年全国人大授予深圳立法权，使深圳具备改革的重要条件。
1993年，升任第八届全国人大常委会委员、财经委员会第一副主任。此外他还担任中共十三大代表，第七届全国人大代表。2004年退休。